# Bibliothèque municipale de Lyon
Pour les articles homonymes, voir BML.
La Bibliothèque municipale de Lyon (BML) est une bibliothèque municipale classée, répartie sur seize sites à travers la ville de Lyon. Outre les missions classiques des bibliothèques, elle assure également le dépôt légal régional relatif aux imprimés de la région Auvergne-Rhône-Alpes.
Son siège, la Bibliothèque de la Part-Dieu, compte parmi les plus grandes bibliothèques publiques d’Europe avec une surface d'environ 27 700 m2, regroupant différentes salles thématiques autour d'une tour de stockage, appelée le « silo » de conservation de 17 étages. Ses collections de manuscrits, d'incunables, de livres anciens, de livres d'artistes, d'estampes et de photographies constituent le deuxième ensemble le plus important de France, après celui de la bibliothèque nationale de France et regroupent environ 3,8 millions de documents.

## Historique
L'origine des collections se situe au collège de la Trinité dont la gestion est confiée aux jésuites en 1565. Les livres sont regroupés dans une salle édifiée dans la première moitié du XVIIe siècle. La bibliothèque s'agrandit grâce aux financements du Consulat et des dons des pères jésuites. L'archevêque Camille de Neufville de Villeroy lègue 5 000 imprimés et manuscrits en 1693.
Cette bibliothèque reste réservée aux professeurs et s'ouvre exceptionnellement aux personnes extérieures. En 1731, la première bibliothèque publique lyonnaise ouvre dans le quartier Saint-Jean, au sein de l'hôtel Fléchère. Ouverte deux jours par semaine, la consultation se fait uniquement sur place et ses documents sont principalement juridiques. À la suite de l'expulsion des Jésuites en 1763, le Consulat regroupe les deux collections au collège de la Trinité. Cet ensemble de 40 000 documents constitue alors la Bibliothèque de la Ville de Lyon.
À la Révolution, la bibliothèque est fermée et les biens religieux sont confisqués pour être stockés dans plusieurs dépôts. C'est alors que l'importante collection du chapitre de la cathédrale Saint-Jean rejoint les fonds existants. Des ouvrages sont prélevés pendant l'occupation des locaux de la Trinité par l'armée après le siège de Lyon et envoyés notamment dans des collections parisiennes. Le fonds resté dans les locaux est confié à la nouvelle École centrale qui s'y installe en 1795. Au début du siècle suivant, grâce à la loi du 28 pluviôse an VIII, la municipalité en prend la gestion. Antoine-François Delandine en est le premier directeur, de 1803 à 1820.
Les principales acquisitions du XIXe siècle sont : le legs Charvin (1842), la collection Coste (1855), le legs Mestre contenant de nombreux textes littéraires (1882). Une deuxième bibliothèque municipale est créée en 1831 par le maire Gabriel Prunelle. Installée dans le palais Saint-Pierre, elle est consacrée aux sciences et aux arts et nommée « Bibliothèque du Palais des Arts ». Incluant les collections de l'Académie de Lyon et d'autres sociétés savantes, elle est augmentée par les legs Lambert (1850), Bonafous sur la sériciculture (1859) et Des Guidi (1869).
Les locaux étant devenus exigus, la municipalité regroupe les deux bibliothèques en 1911 dans le palais archiépiscopal, libéré à la suite de la loi de séparation des Églises et de l'État. Les grandes acquisitions du XIXe siècle sont : le legs Morins-Pons contenant des imprimés historiques (1905), les collections de la Société de Géographie de Lyon (1921) du professeur Alexandre Lacassagne (1921), de la Société d'Agriculture, Sciences et Industries de Lyon (1925), de Pierre Adamoli (1960, par l'Académie de Lyon), le fonds G. Vermard (1990), le fonds Rude sur la révolte des canuts (1991), les collections de l'ancienne Fondation nationale de la Photographie (1993), le fonds de M. Vallet (1995), la Bibliothèque de la Chronique Sociale de France (1996), et enfin la bibliothèque jésuite des Fontaines (1998).

## Sites actuels

### Bibliothèque de la Part-Dieu

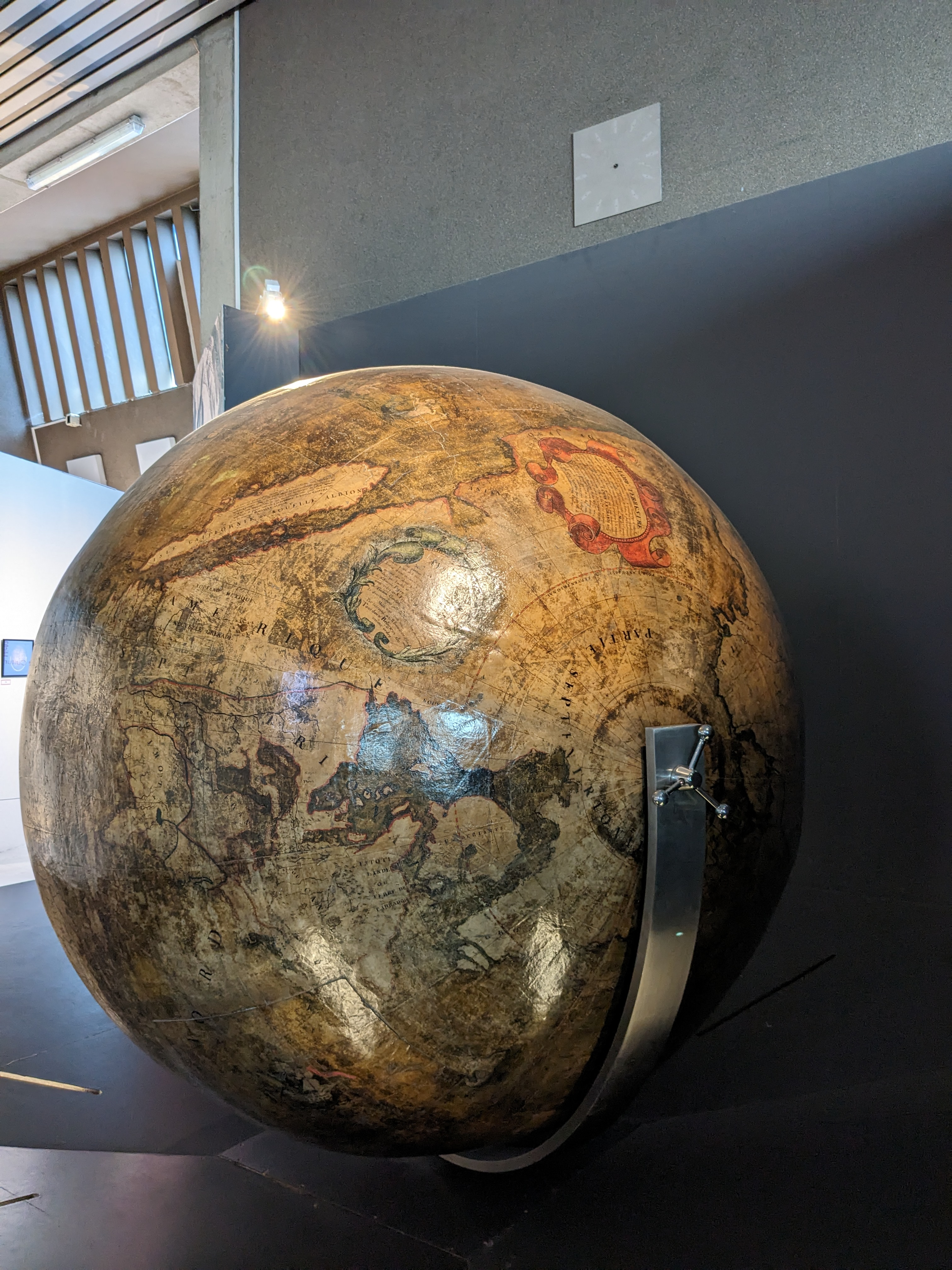
Globe terrestre des pères Grégoire et Bonaventure conservé à la bibliothèque de Lyon.

La bibliothèque de la Part-Dieu est construite entre 1969 et 1972, dans le cadre de l’aménagement du nouveau quartier de la Part-Dieu. Conçue selon les plans de l'architecte Jacques Perrin-Fayolle, elle se présente comme un ensemble de plusieurs bâtiments de cinq étages édifiés autour d'un « silo » de 17 niveaux, tour de stockage des documents. Véritable "donjon du savoir", la bibliothèque de la Part-Dieu prend le relais de la bibliothèque du Palais Saint-Jean, devenue trop étroite pour accueillir le flux croissant d'usagers. Les conditions de stockage sont également devenues insuffisantes. Outre de très importantes collections documentaires et patrimoniales, elle doit également accueillir le Dépôt légal imprimeur régional et être le siège du réseau des bibliothèques de prêt, soit 14 annexes et 2 bibliobus.
Ouverte au public le 1er janvier 1974, la bibliothèque de Lyon était à l’époque la première de France pour sa capacité de lecture et la deuxième pour l’importance de ses fonds sur une superficie d'environ 27 000 m2. 
En 1976, elle abrite environ 2 millions de volumes. Sa capacité d'accueil est de 1 300 lecteurs répartis sur une dizaine de salles, dont la salle de documentation régionale, la première du genre en France, centrée sur l'actualité et l'histoire du Grand Lyon et de la région Rhône-Alpes. En 1995, les salles de lecture et de références sont transformées en départements thématiques. C'est aussi la première institution publique française à conserver un fonds LGBT.
En mars 2007, une seconde entrée est ouverte face à la gare, à l'est du bâtiment.

#### Le silo

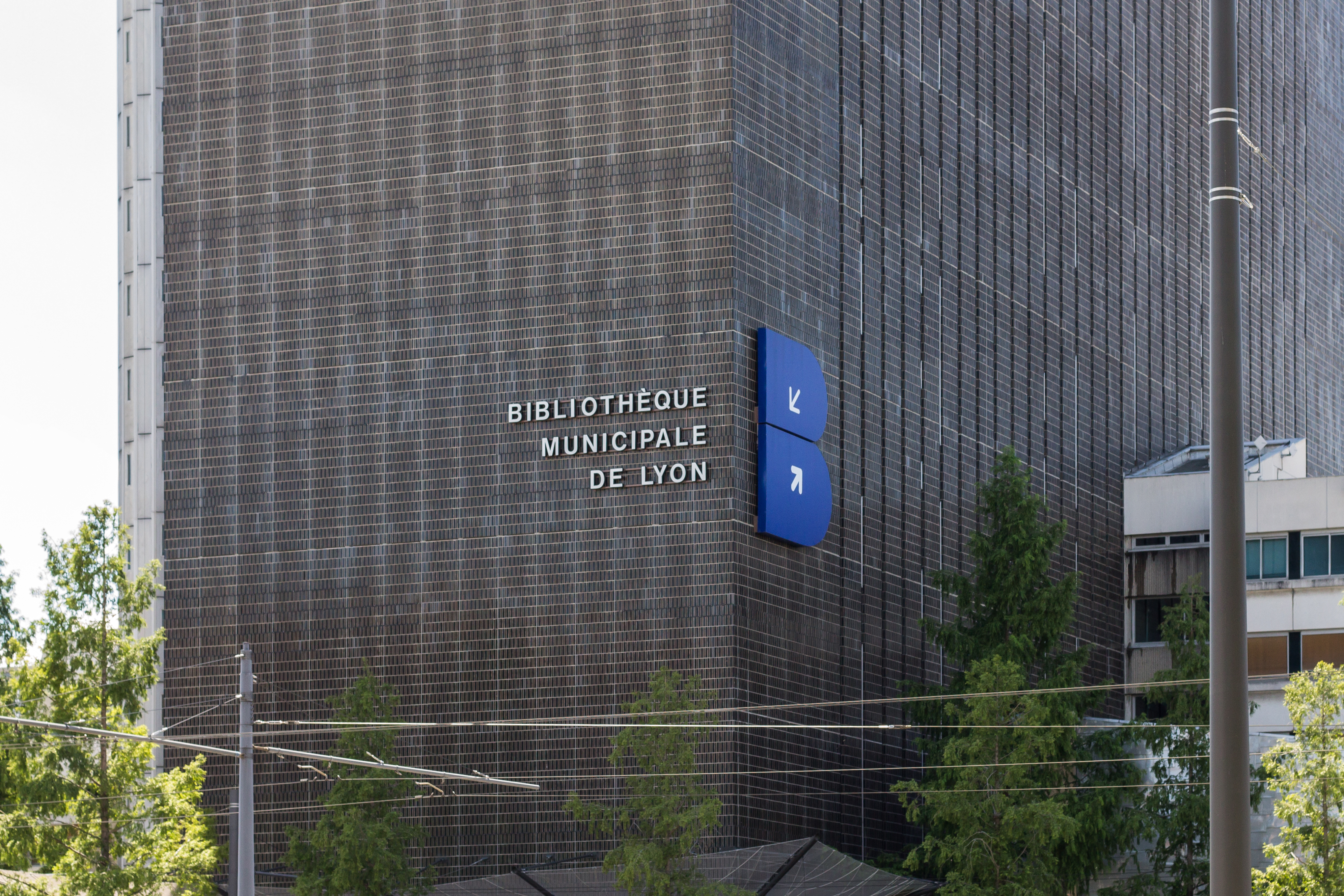
Façade du silo

Pour Jacques Perrin-Fayolle, le silo, destiné au stockage et à la conservation des documents, est un élément architectural qui doit permettre l'identification de la bibliothèque dans son environnement urbain. Ce bâtiment de 17 étages et 47 mètres de hauteur est assimilé à l'époque à un "donjon du savoir". La structure est composée d'une ossature métallique et d'un plancher en béton armé coupe-feu. Les espaces de stockage du Palais Saint-Jean étaient trop exigus avec leurs 14 km de rayonnages : le silo de conservation de la bibliothèque de la Part-Dieu avec ses 90 km de rayonnages possibles permet un véritable accroissement des collections. La conservation optimale est assurée par une architecture assurant une limitation de l'entrée de la lumière et une surveillance de la température et de l'hygrométrie. Chaque étage est divisé en trois parties avec des murs et portes coupe-feu, les rayons sont en épis de part et d'autre d'une allée centrale. Les collections sont gérées par trois services : le silo moderne, les collections anciennes et spécialisées, la documentation régionale. Les ouvrages sont rangés dans les différents étages selon leur typologie (manuscrits, affiches, monographies, périodiques...) ou selon leur format pour optimiser l'espace.
De 2017 à 2023, d'importants travaux sont entrepris pour améliorer les conditions de conservation, l'éclairage ou le désamiantage de certaines parties. Le système de sécurité incendie libère de l’Argonite : un gaz sous-oxygéné composé d’argon, d’azote et d’oxygène ramené de 21% à 12%, pour étouffer le feu.

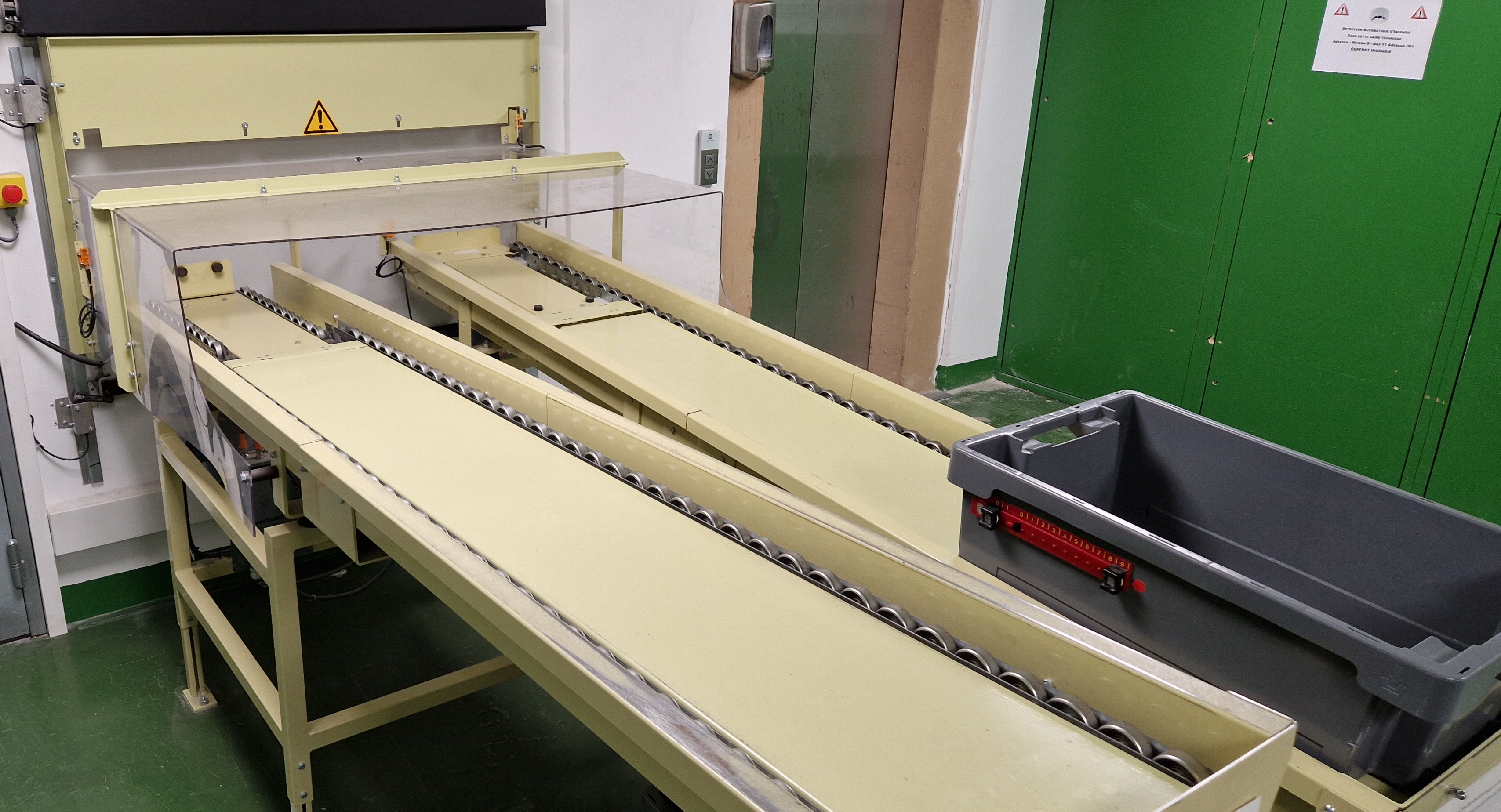
Pater Noster

Les ouvrages du silo peuvent être communiqués : chaque étage est desservi par un monte-charge qui tourne en boucle, appelé Pater Noster. La demande de l'usager est acheminée dans des bacs circulant dans ce monte-charge et remise à l'usager par les bibliothécaires,.

#### Les salles du public

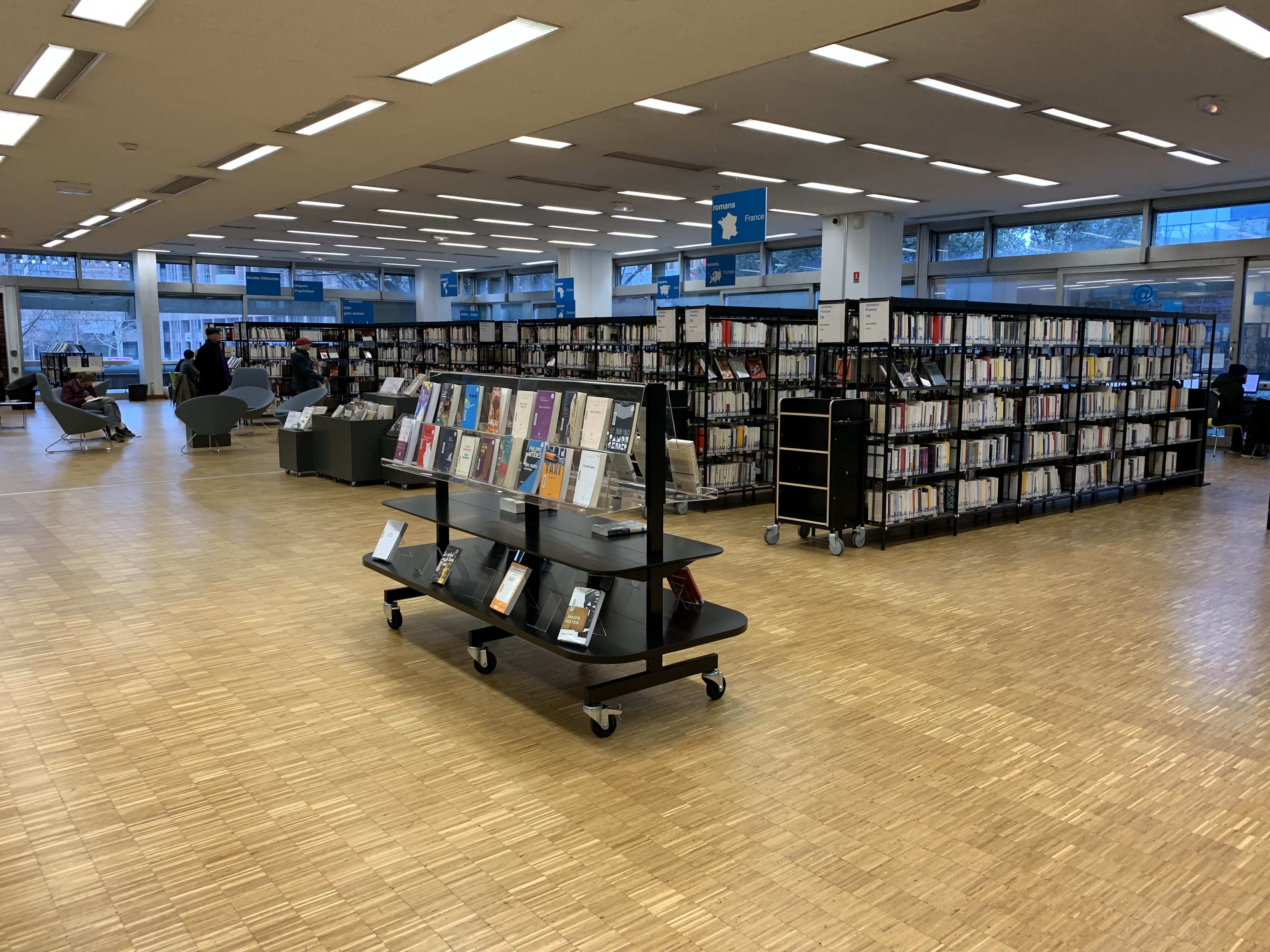
Département Langues et littérature

Au moment de la construction, dix salles accueillent les publics pour l'étude et la consultation. En 1975 selon les prévisions, l'offre s'accroit avec l'ouverture au public de la bibliothèque d'enfants, de la discothèque et de la salle de documentation régionale.
En 2021, les salles du public relèvent de deux directions :
- la direction des départements thématiques de la Part-Dieu : Jeunesse, Langues et littérature, Arts et loisirs, Musique, Société, Civilisation, Science et techniques, Espace numérique
- la direction du patrimoine : Collections anciennes et spécialisées, Documentation régionale et dépôt légal, Silo moderne

En 1994, inauguration de l'artothèque qui ouvre les acquisitions vers la création artistique contemporaine

### 16 bibliothèques en réseau

#### Bibliothèque du1erarrondissement
La bibliothèque du 1er est située 7 rue Saint-Polycarpe, au 1er étage de la Condition des soies, au cœur des pentes de la Croix-Rousse faisant partie du territoire classé au patrimoine Mondial par l’Unesco en 1998.
Cet édifice construit entre 1804 et 1814, servait autrefois à évaluer l’humidité contenue dans les soies qui transitaient entre marchands et négociants, ainsi que la qualité des façonnés ouvrés par les tisseurs.
Il est inscrit aux monuments historiques et accueille aujourd’hui la bibliothèque (depuis 1982), un centre social et des associations.

#### Bibliothèque du2earrondissement
La première bibliothèque du 2e arrondissement a ouvert le 3 décembre 1973 au 10, rue Bourgelat. Elle se situait juste en face de la basilique Saint-Martin d’Ainay et comptait à l’époque une superficie totale de 87 m² pour une collection de 7 000 documents. La bibliothèque a été agrandie en mai 1980 par l’ouverture d’une salle de 90 m² destinée aux enfants. Ce premier site est fermé en juillet 2002 pour rouvrir à l’emplacement actuel le 19 mars 2003 au 13, rue de Condé, toujours dans le quartier d’Ainay. Il aura fallu trois années de travaux et un budget de 3 582 000 euros pour mener à bien ce projet. La bibliothèque compte cette fois-ci une superficie totale de 723 m² (dont 415 m² ouverts au public) pour une collection de 24 000 documents. Le bâtiment qui abrite également un gymnase a été dessiné par l’architecte Philippe Lamy. La bibliothèque occupe quatre niveaux dont trois accessibles au public dans lesquels cohabitent les rayons enfants et adultes ainsi qu’un espace numérique avec huit ordinateurs en libres accès.
Depuis octobre 2019, le 2e arrondissement bénéficie, en outre, des services du bibliobus. Son stationnement bimensuel sur la place de l’Hippodrome dans le quartier de Sainte-Blandine permet d’atteindre un public un peu plus éloigné de l’autre côté des voûtes de la gare de Perrache.
En 2022, la bibliothèque du 2e arrondissement propose 32 000 documents,  a accueilli 57 000 visiteurs (contre 107 700 en 2017 avant la pandémie de Covid-19) et a prêté 140 000 documents.

#### Bibliothèque du3earrondissement Duguesclin
La bibliothèque du 3e est située 246 rue Duguesclin au cœur du quartier Moncey-Voltaire, à deux pas de la place Guichard depuis 1980.

#### Bibliothèque du3earrondissement Lacassagne - Marguerite Yourcenar
La bibliothèque Marguerite Yourcenar du 3e est située au 86 avenue Lacassagne. Elle est ouverte en 2017 et propose 27 000 documents mais aussi des jeux pour tous, des jeux vidéos, un Fablab sur 1 000 m2.

#### Bibliothèque du4earrondissement Croix-Rousse
La bibliothèque du 4e est situé 12 bis rue de Cuire à la Croix-Rousse. La médiathèque est ouverte après rénovation depuis 2006 sur une surface globale 1 200 m2 et propose 44 000 documents.

#### Bibliothèque du5earrondissement Saint-Jean
La bibliothèque du 5eest situé 4 avenue Adolphe-Max dans le quartier Saint-Jean.
Elle est installée depuis 1909 dans le Palais Saint-Jean, ancienne demeure des évêques. Elle était autrefois la bibliothèque centrale de Lyon, jusqu’à son déménagement en 1972 sur le site de la Part Dieu.

#### Bibliothèque du5earrondissement Point du Jour
La bibliothèque du 5e Point du Jour est située 10-12 rue Joliot-Curie. Ouverte depuis 2008, elle propose un espace de 700 m2, réparti sur trois niveaux (espace jeunesse au rez-de-chaussée, adulte au 1er étage et numérique au dernier étage).

#### Bibliothèque du6earrondissement Clémence Lortet
La bibliothèque du 6e Clémence Lortet existe depuis 1963. Un nouveau bâtiment a ouvert ses portes le 6 juin 2017, dans des locaux entièrement neufs, avec un accès direct au 33 rue Bossuet. Sur une surface de 1 000 m2 elle propose plus de 28 000 documents dont des jeux et des jeux vidéos.

#### Bibliothèque du7earrondissement Jean Macé
La bibliothèque du 7e Jean Macé est située 2 rue Domer, ouverte en 2008, elle est spécialisée pour les adolescents et les adultes.

#### Bibliothèque du7earrondissement Guillotière

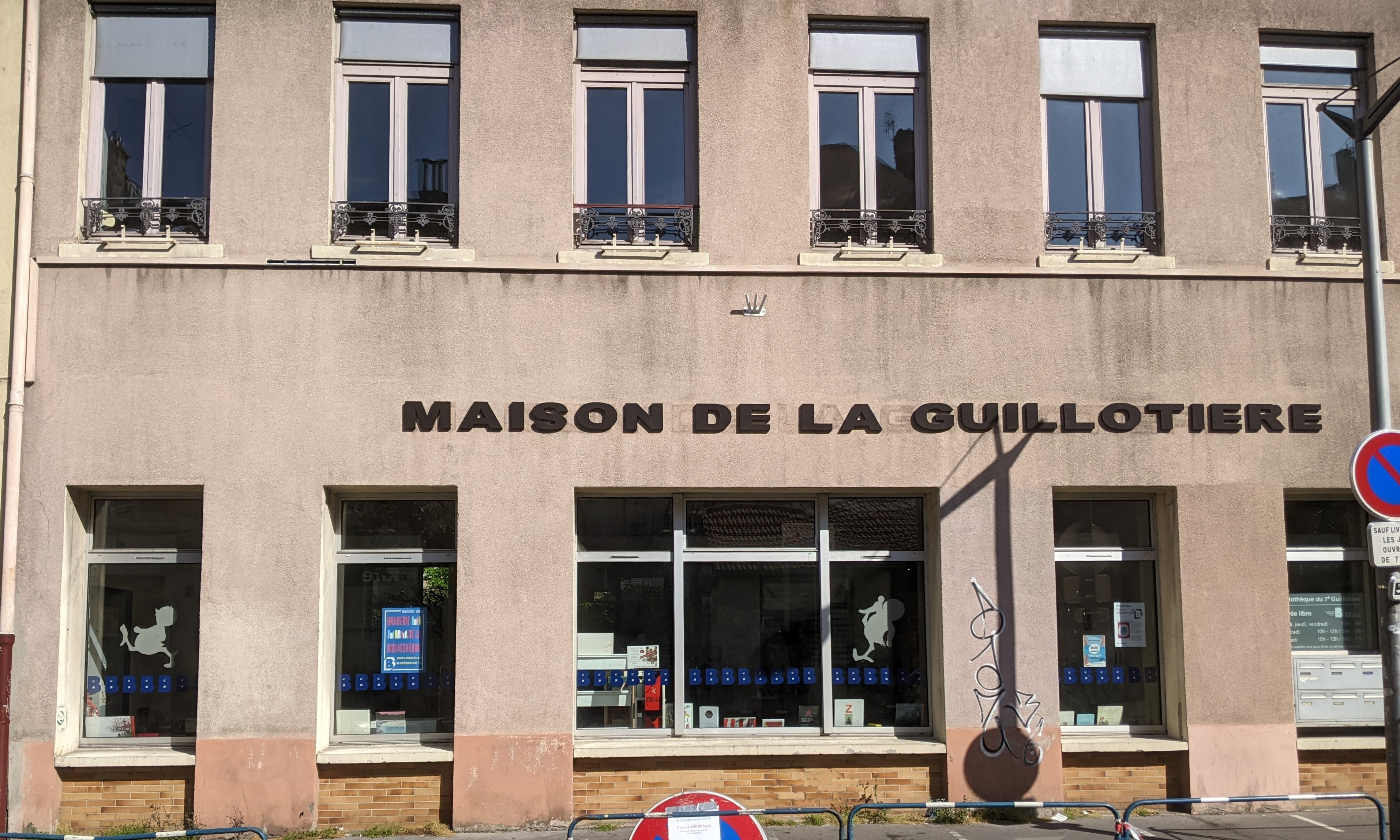

La bibliothèque du 7e Guillotière est située 25 rue Béchevelin, ouverte en 1984, elle est spécialisée pour le public jeunesse.

#### Bibliothèque du7earrondissement Gerland - Hannah Arendt
La bibliothèque Hannah Arendt de Gerland est située 34 rue Jacques-Monod. Elle a ouvert ses portes en mars 2017. Elle propose, sur une surface de 1 000 m2 , une collection de 28 000 documents, des jeux et des jeux vidéo.

#### Médiathèque du Bachut
La médiathèque du 8e Bachut Marguerite Duras est située 2 place du 11-novembre-1918. Ouverte en 2006, elle propose entre autres un espace Cap'culture santé, dispose de 80 000 documents sur une surface de 2 500 m2.

#### Bibliothèque du9earrondissement La Duchère - Annie Schwartz
La bibliothèque du 9e La Duchère Annie Schwartz est située 4 place de l'Abbé-Pierre. Ouverte en 2011, elle rassemble 30 000 documents.

#### Bibliothèque du9earrondissement St-Rambert
La bibliothèque du 9e Saint-Rambert est située 3 place Schönberg. Ouverte en 1983, elle propose 23 500 documents dans un espace sur 2 niveaux.

#### Médiathèque de Vaise - Marceline Desbordes-Valmore

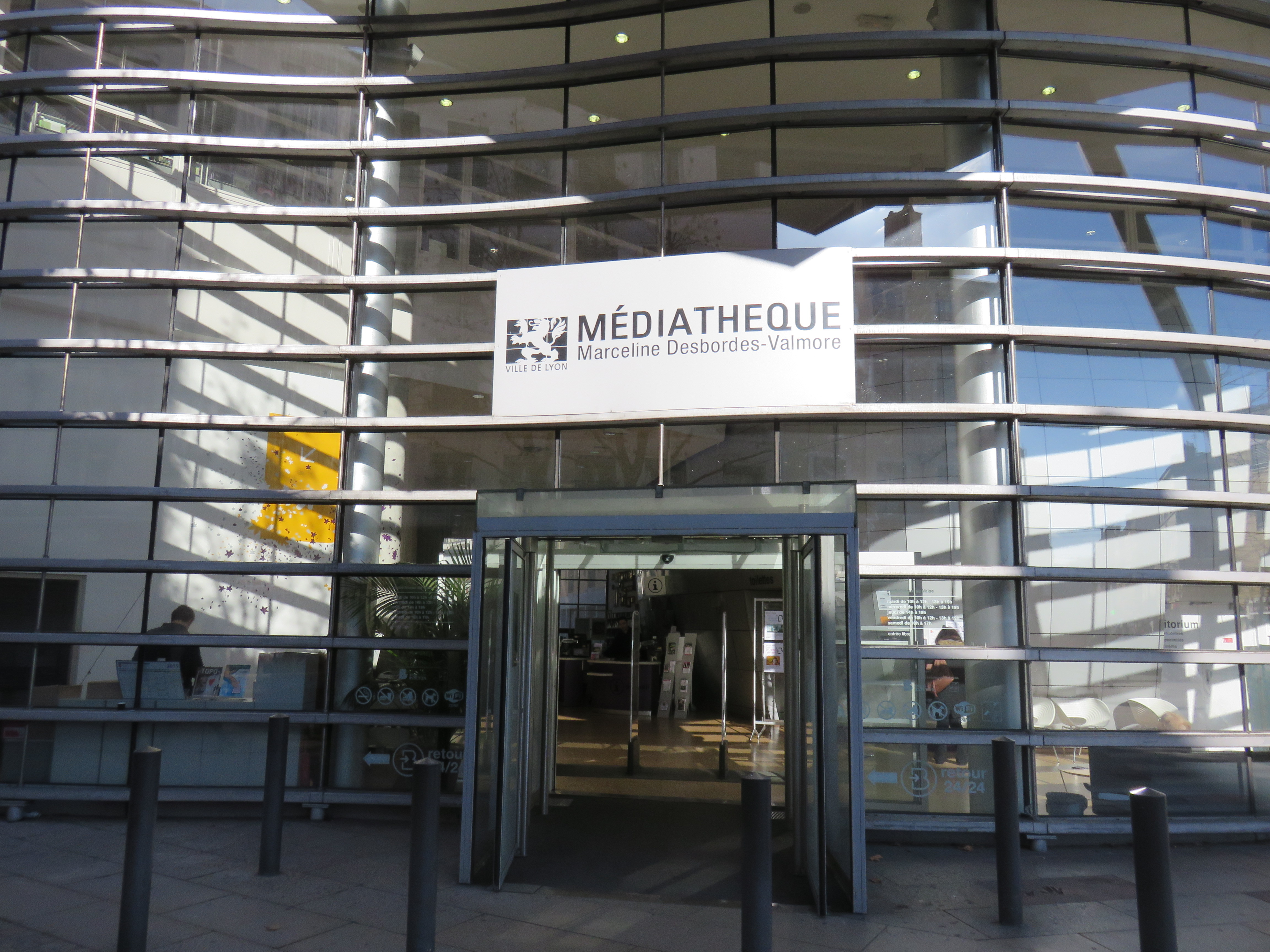

La médiathèque de Vaise Marceline Desbordes-Valmore est située place Valmy. Ouverte en 2000, elle propose un département spécialisé « Arts vivants » de plus de 11 200 documents.

#### Le service mobile
Le Service mobile, c’est le service "hors les murs" de la bibliothèque municipale de Lyon. Avec ses 8 bibliothécaires et ses 3 bibliobus, il propose du prêt de documents et des animations ponctuelles aux particuliers, mais aussi des services et ressources à destinations des professionnels (collectivités jeunesse et adultes).

## Collections
Des collections patrimoniales consacrées à l'étude et à la conservation des savoirs côtoient des collections actuelles empruntables sur tout le réseau des bibliothèques lyonnaises.

### Lecture publique
Les collections de lecture publique sont réparties sur tous les sites du réseau de la bibliothèque de Lyon. À partir de 1966, lors des réflexions pour l'implantation de la bibliothèque sur le site de la Part-Dieu, le directeur Henri-Jean Martin élabore un plan de lecture publique alliant conservation du patrimoine et documents à des fins d'information, de loisir, d'éducation, de culture. Le bibliothécaire Jean Bleton spécialisé des constructions et aménagements de bibliothèques, qui travaille aux côtés d'Henri-Jean Martin pour l'élaboration des missions de la bibliothèque de la Part-Dieu écrit dans une lettre : "Cette bibliothèque sera la première en France à répondre à la fois aux besoins de l'information et de la documentation de notre monde moderne [...] et à ceux du grand public qui veut trouver sur place ou emprunter chez lui des ouvrages appartenant à des collections très variées et répondant à son goût, à son âge, à son souci de se cultiver ou de se distraire".
Selon le rapport d'activité 2021, 3 819 969 documents sont disponibles sur le réseau des bibliothèques lyonnaises. La fréquentation des bibliothèques s'élève à 1 382 900 entrées pour 3 370 920 prêts de documents.

### Patrimoine
Le fonds de la grande bibliothèque de Lyon fait partie des plus riches d'Europe. Augmenté des éditions lyonnaises, en particulier du fonds jésuite des Fontaines en dépôt depuis 1999, son plus ancien document est le scriptorium mérovingien de Lyon. On y retrouve, parmi 250 000 volumes anciens, la majorité des grandes éditions du XVe au XIXe siècle, dont 30 000 exemplaires provenant d'éditeurs lyonnais, tels Sébastien Gryphe, Jean de Tournes ou Étienne Dolet. Il comporte aussi 11 400 manuscrits, dont 50 manuscrits mérovingiens et carolingiens, 500 manuscrits médiévaux, dont 200 enluminés, ainsi que 600 000 ouvrages imprimés avant 1921, dont 1 150 incunables, 90 000 disques (dont 15 000 78 tours), 40 000 photographies et 50 000 documents chinois.
Ce fonds comporte de nombreuses autres collections remarquables : un fonds important de partitions musicales anciennes, de disques d’archives et de chansons populaires. Plus de 120 000 estampes anciennes : les collections de Camille de Neufville de Villeroy et d’Adamoli constituent la base de ce fonds qui s’est enrichi de nombreuses pièces rares ou uniques (Dürer, Rembrandt, Callot, etc.). D'importantes collections photographiques (André Kertesz, Robert Doisneau, William Klein, etc.), et près de 13 000 titres de périodiques, dont 4 000 vivants.

#### Collection jésuite des Fontaines
La Collection jésuite des Fontaines a été rassemblée par l'Ordre jésuite de 1951 à 1998. Elle compte 500 000 documents qui sont aujourd'hui conservés à la bibliothèque municipale de Lyon à la suite d'une convention.

#### Fonds Chomarat
Le fonds Michel Chomarat est le nom donné aux collections déposées par Michel Chomarat à la bibliothèque dont il est toujours propriétaire. Ces collections s'agrandissent continuellement depuis 1992. Elles comportent une collection hétéroclite de documents habituellement négligés par les institutions culturelles, tels qu'affiches, jeux, chansons ou tracts. Les thématiques correspondent aux centres d'intérêt de Michel Chomarat: histoire et culture LGBTQI, marginalité, occultisme et plus spécialement Nostradamus, iconographie religieuse populaire, littérature de colportage.

#### Fonds chinois
Riche d’ouvrages de la Chine des XXe et XXIe siècles, avec des collections des périodes républicaine (1912-1949) et maoïste (1949-1976) particulièrement précieuses, le fonds chinois est aussi développé dans les domaines de la culture classique et populaire.

#### Fonds 1914-1918
Le Fonds de la guerre 1914-1918 est un ensemble documentaire constitué à partir de 1915 qui avait pour but d'accumuler l'ensemble des documents existants autour de le 1re Guerre Mondiale sous l'impulsion du maire de Lyon Édouard Herriot. Lors de la fin du premier financement en 1920, le fonds était constitué de 16000 documents, principalement des periodiques et des témoignages de soldats lors du conflit. Il a été redécouvert au début des années 2000 et a largement été utilisé lors de la célébration du centenaire de la Première Guerre mondiale.

#### Fonds Coste
Le fonds Coste est un ensemble patrimonial constitué de plus de 18 000 documents anciens. Il a été créé dans les années 1850 à la suite de l'acquisition par la Ville de Lyon de la majeure partie de la collection du bibliophile lyonnais Jean-Antoine-Louis Coste (1784-1851).
Ce fonds se caractérise par la variété de documents qu'il contient : imprimés d'auteurs ou éditeurs lyonnais des XVe et XVIe siècles (Louise Labé, Maurice Scève, Sébastien Gryphe, Jean de Tournes), manuscrits (dont le cartulaire de l'abbaye d'Ainay), monographies, série de documents de la période révolutionnaire, ouvrages de bibliophilie, brochures, reliures anciennes, vues et plans de Lyon gravés (dont les estampes d'Israël Silvestre), correspondance, ordonnances de police, procès-verbaux, affiches, journaux. Avec plus de 10 000 imprimés et brochures, il s'agit de la collection la plus complète existant sur l'histoire de Lyon et de ses environs. Elle comprend toutes les histoires de Lyon (anciennes et modernes), ainsi que de très nombreuses monographies et document iconographiques consacrés à cette ville.
Aujourd'hui, le fonds Coste fait partie du fonds ancien de la Bibliothèque municipale de Lyon. Les catalogues de la collection publiés dans les années 1850, comme celui d'Aimé Vingtrinier, ont été numérisés et sont accessibles sur Numelyo. C'est également le cas d'une grande partie des documents du fonds Coste.

#### Musique

##### Fonds France 3
Le fonds France 3 comporte un total d'environ 80 000 disques de musique, notamment de musique de variété. Ce fonds comporte notamment environ 12 000 disques 78 tours et 70 000 disques microsillons, 33 et 45 tours. S'ajoute à ce fonds celui de la library music, qui est l'ensemble des enregistrements des bruitages et des illustrations sonores servant aux documentaires de France 3.
Ce fonds provient de Radio France. Contrairement aux autres régions, le directeur de France 3 Rhône-Alpes, Joseph Paletou a signé le 7 mai 1993, avec le maire de l'époque, Michel Noir, une convention reversant les enregistrements non pas à la discothèque centrale de Radio France, mais à la bibliothèque municipale de Lyon.

##### Fonds Mémoires des musiques lyonnaises
Le Fonds Mémoires des musiques lyonnaises est le plus important fonds de musique de la bibliothèque municipale de Lyon et le deuxième après celui de la bibliothèque nationale de France. Il est créé en 2009. Il comprend un total de 7500 documents de tout type. À l'origine, il est constitué  de dons de différentes institutions comme la Nacre (Nouvelle agence culturelle régionale) ou l'association Dandelyon. Le fonds se développe ensuite avec les acquisitions courantes de la bibliothèque municipale de Lyon. Ce fonds présente des documents ayant un lien avec des artistes ou des labels métropolitains.

#### Photographies

##### Fonds Sylvestre
Le fonds Jules Sylvestre contient 4 500 photographies, dont 3 900 négatifs sur plaques de verre. Ce sont des photographies faites par Sylvestre lui-même, par ses collaborateurs, des fonds de ses confrères lyonnais et des reproductions de daguerréotypes et de calotypes disparus. L'ensemble retrace l'histoire de la région lyonnaise entre 1843 et 1944. 
En effet, conservé à la Bibliothèque municipale de Lyon, ce fonds photographique regroupe des reportages réalisés par le photographe Jules Sylvestre mais également par ses collaborateurs de la région. Il est acquis entre 1976 et 1984 par Yvette Weber, alors conservatrice de la Documentation Régionale. Avant cette acquisition, il appartenait à Guy Borgé, un photographe et collectionneur lyonnais. Dans ce fonds, la grande majorité des photographies sont au format 18 x 24cm et représentent le patrimoine lyonnais à partir du début des années 1840 aux travers de différents thèmes. Parmi ces derniers on retrouve l’artisanat local, l’activité industrielle, les moyens de transport ou même le patrimoine architectural. Ainsi, de nombreux reportages sont réalisés sur divers sujets tels que le quartier des Gratte-ciel de Villeurbanne, les piscines de Villeurbanne ainsi que celles de Lyon, le Vieux Lyon ou encore l'Hôtel de Ville de Villeurbanne et celui de Lyon. Ce fonds constitué de photographies à la fois anecdotiques, esthétiques et que l’on peut même qualifier de « rétro » joue alors un rôle important : il est le témoin du passé de la ville de Lyon et de ses environs, permettant de mieux appréhender l’histoire, l’architecture ou encore l’urbanisme de cette zone géographique.

L'ensemble du fonds est par ailleurs accessible sur la bibliothèque numérique patrimoniale de la ville de Lyon « Numelyo», grâce à sa numérisation.

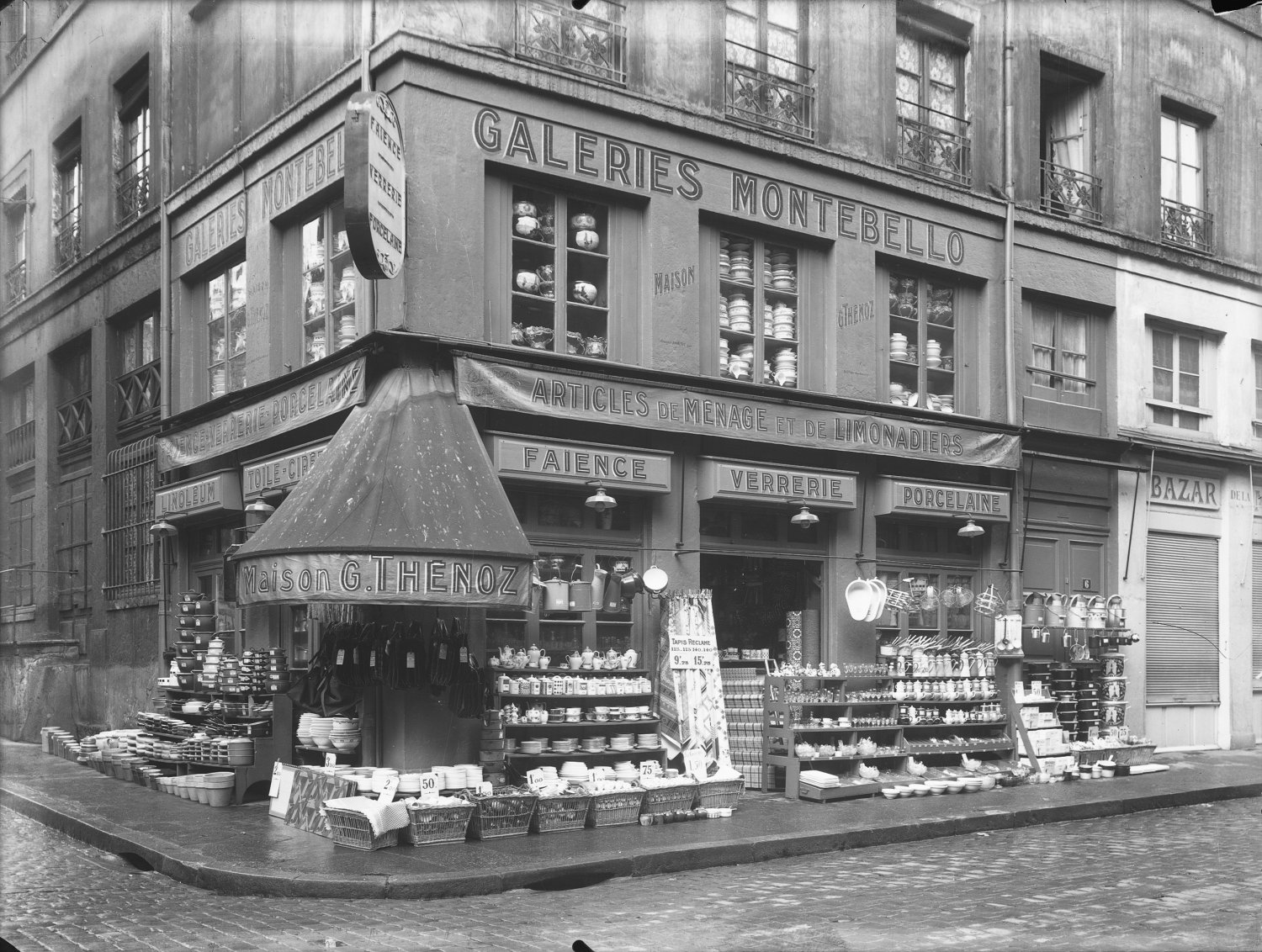
Maison G.Thénoz, vers 1935.
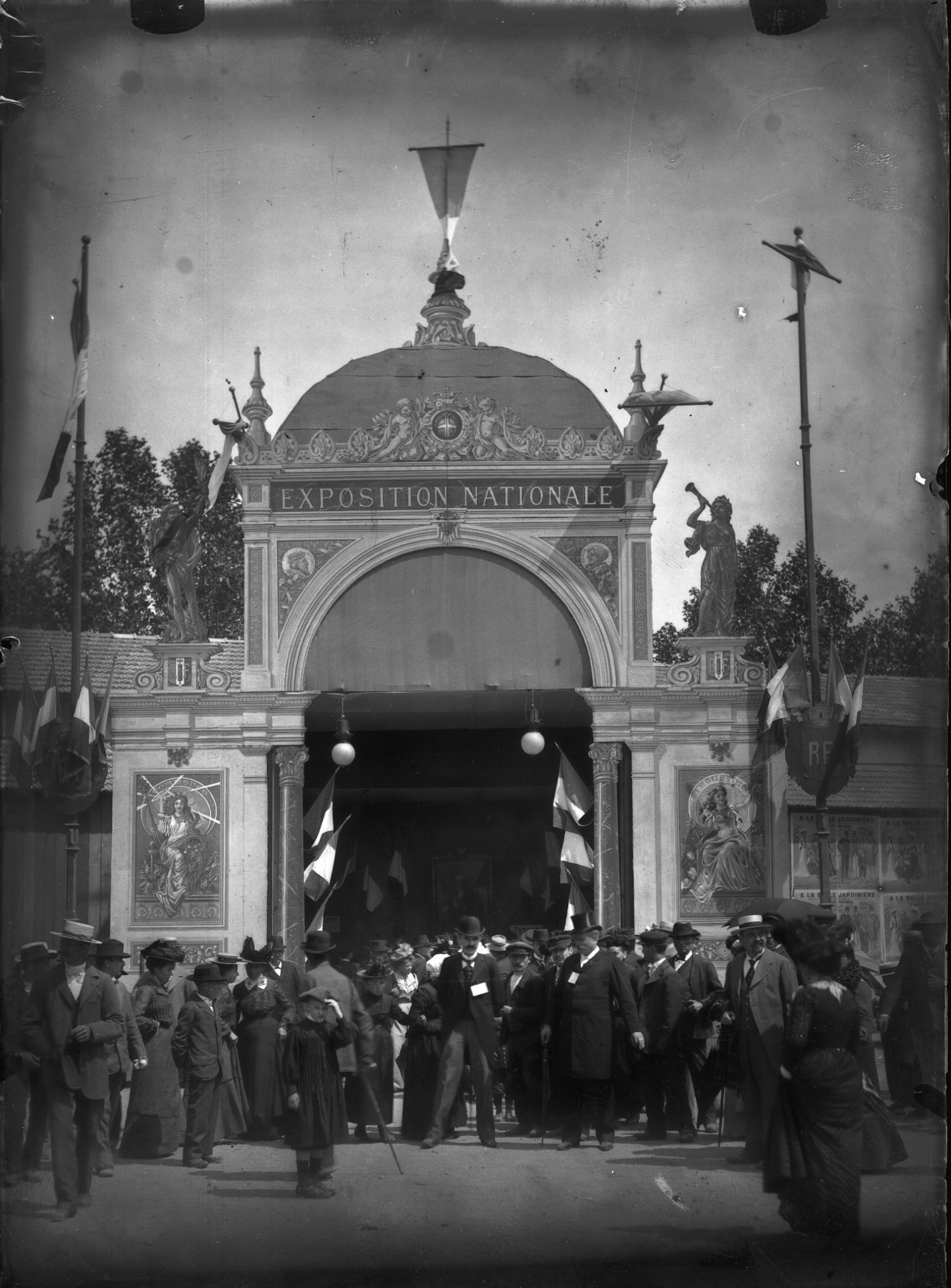
Entrée de l'Exposition Universelle et Coloniale, vers 1930.
- Vue aérienne du quartier des Gratte-Ciel, XIXe siècle.

En 2024-2025, le fonds Jules Sylvestre a fait l'objet d'un projet pédagogique portant sur l'Open Content entre la bibliothèque municipale de Lyon et l'école du Louvre, donnant lieu à huit étudiants de master 2 de remanier et d'enrichir la page wikipédia du photographe ainsi que celles connexes à son fonds, traitant plus particulièrement des thématiques du Vieux-Lyon, des Gratte-ciel de Villeurbanne, et des piscines lyonnaises.

##### Fonds Vermard
Le fonds Georges Vermard contient 14 000 clichés et épreuves faisant partie de 500 reportages réalisés entre 1960 et 1970 et concernant de nombreux événements régionaux.

##### Fonds Vallet
Le fonds de la photographe Marcelle Vallet se situe sur la période 1950 à 1970, il contient principalement des portraits de personnalités et d'anonymes.

### Collections numériques
Les collections numériques à la bibliothèque municipale de Lyon relèvent de la direction du Patrimoine. Elles regroupent des collections nativement numériques comme des collections numérisées. Ces dernières sont l'aboutissement de projets qui ont fait l’objet de demande de subvention auprès des partenaires historiques de la Bibliothèque municipale de Lyon, comme le Ministère de la Culture ou encore la Bibliothèque nationale de France. Mais aussi de l’appel d’offres, lancé par la Ville de Lyon pour la numérisation de ses livres imprimés anciens, libres de droits, qui a été remporté en 2008 par la société Google.

#### Google
L'entreprise dispose de moyens financiers et techniques considérables qui a permis d'élargir progressivement son champ d'activité. Google Livres a numérisé à partir de la fin de l'année 2009 quelque 400 000 ouvrages libres de droits conservés à la bibliothèque municipale de Lyon. Les fichiers réalisés alimentent progressivement Numelyo

#### Numelyo
Ouverte le 12 décembre 2012, Numelyo est la bibliothèque numérique patrimoniale de la Ville de Lyon. Le site regroupe les collections numérisées depuis 1993, date du premier chantier de numérisation visant à mettre en ligne les enluminures, jusqu'à l'appel d’offres lancé par la Ville pour la numérisation de ses livres imprimés anciens, libres de droits, qui fut remporté en 2008 par la société Google.

#### Photographes en Rhône-Alpes
Photographes en Rhône-Alpes rassemble des fonds locaux et régionaux, régulièrement complétés par des dons ou des contributeurs libres. Ces derniers sont des photographes amateurs ou plus confirmés qui prennent des photos durant leurs loisirs. Ces images sont destinées à une consultation grand public.

## Autres services

### Guichet du Savoir
Le Guichet du Savoir est le service de référence virtuel de la Bibliothèque municipale de Lyon. Ce service de questions-réponses en ligne ouvre au public le 29 mars 2004. Il offre la possibilité à tout le monde de poser une question et d'obtenir une réponse donnée par un ou une bibliothécaire.

### L'Influx
Webzine de la Bibliothèque municipale de Lyon, L'Influx propose des sujets d’actualité en mettant en perspective un évènement ou une thématique vue à travers les collections et rédigé par un bibliothécaire.

## Directeurs des bibliothèques de Lyon
Source : Numelyo
|  | période d'activité | identité                               | fonction                                                   |
|  | ------------------ | -------------------------------------- | ---------------------------------------------------------- |
|  | 1803 à 1820        | Antoine-François Delandine (1756-1820) | bibliothécaire                                             |
|  | 1827 à 1847        | Antoine Péricaud (1782-1867)           | bibliothécaire                                             |
|  | 1841 à 1847        | Jean-Baptiste Monfalcon (1792-1874)    | conservateur adjoint de la bibliothèque du Palais des Arts |
|  | 1847 à 1874        | Jean-Baptiste Monfalcon (1792-1874)    | conservateur de la bibliothèque de la Ville de Lyon        |
|  | 1874 à 1880        | Étienne Mulsant (1797-1880)            | bibliothécaire adjoint (1838) puis bibliothécaire en chef  |
|  | 1880 à 1891        | Aimé Vingtrinier (1812-1903)           | sous-bibliothécaire (1874) puis directeur                  |
|  | 1891 à 1904        | Félix Desvernay (1852-1917)            | administrateur                                             |
|  | 1904 à 1923        | Richard Cantinelli (1870-1932)         | bibliothécaire-en-chef, directeur                          |
|  | 1924 à 1962        | Henry Joly (1892-1970)                 | directeur de la bibliothèque                               |
|  | 1962 à 1970        | Henri-Jean Martin (1924-2007)          | conservateur, directeur                                    |
|  | 1970-1992          | Jean-Louis Rocher (1927-2018)          | conservateur, directeur                                    |
|  | 1992 à 2010        | Patrick Bazin (1950-…)                 | conservateur, directeur                                    |
|  | 2011 à 2020        | Gilles Éboli (1958-…)                  | conservateur, directeur                                    |
|  | 2020 à 2024        | Nicolas Galaud                         | conservateur, directeur                                    |
|  | 2025               | Ophélie Ramonatxo                      | conservatrice, directrice                                  |

### ouvrages généraux
- Lyon Part-Dieu : la naissance du projet, Lyon, Communauté urbaine de Lyon, Mission Part-Dieu, coll. « Cahiers Part-Dieu ; 01 », 2011, 67 p.
- Patrimoine des bibliothèques de France. Un guide des régions. 5 : Auvergne, Bourgogne, Rhône-Alpes, Paris, Payot, 1995 (ISBN 2-228-88968-7)
- François Avril et Nicole Reynaud, Les manuscrits à peintures en France : 1440-1520, Paris, Bibliothèque nationale : Flammarion, 1993, 439 p. (ISBN 2-7177-1901-6), pp. 357-369
- Patrick Bazin, Dictionnaire encyclopédique du Livre, Paris, Éditions du Cercle de la Librairie, juin 2005, 1071 p. (ISBN 2-7654-0910-2), p. 822-823
- Félix Benoit, Charles Delfante et Henry Chabert, « Les années Part-Dieu : 1975-1995 », Les Petites affiches lyonnaises, no suppl. au No du 8,‎ septembre 1995, p. 45
- Gérard Corneloup, Dictionnaire historique de Lyon, Lyon, Stéphane Bachès, 2009, 1501 p. (ISBN 978-2-915266-65-8 et 2-915266-65-4, BNF 42001687), p. 148-150, 983
- François Decoster (dir.), Florence Delomier-Rollin et Philippe Dufieux, La Part-Dieu, 800 ans d'histoire, Lyon, Archives du département du Rhône et de la Métropole de Lyon, 2019, 127 p. (ISBN 2-86069-044-1)
- Gwenaël Delhumeau, Henriette Pommier et Daniel Régnier-Roux, « Vouloir un beau béton », Gryphe, no 29,‎ décembre 2019, p. 27-39 (ISSN 1627-9875)
- Délphine Desvaux, Lyon Part-Dieu : un cœur métropolitain réinventé, Paris, Archibooks + Sautereau éditeur, 2015, 159 p. (ISBN 978-2-35733-358-1)
- Philippe Dufieux, Jacques Perrin-Fayolle (1920-1990) : architecte de l'enseignement supérieur dans la métropole de Lyon, Lyon, Presses universitaires de Lyon, 2020, 269 p. (ISBN 978-2-7297-1230-3)
- Henry Joly, Les richesses des bibliothèques provinciales de France : historiques des dépôts, œuvres d'art, manuscrits, miniatures, livres, reliures, musique, dessins & gravures, monnaies & médailles, fonds locaux, spécialités, vol. 2, Paris, Éditions des bibliothèques nationales de France, 1932, 232 p., p. 1-16
- Henri-Jean Martin, Les métamorphoses du livre : entretiens avec Christian Jacob et Jean-Marc Châtelain, Paris, Albin Michel, 2004, 296 p. (ISBN 2-226-14237-1)
- Corinne Marty, Les bibliothèques publiques de la ville de Lyon du XVIIe au XIXe siècle : d'après les papiers d'un érudit lyonnais : Jean-Baptiste Monfalcon, 1792-1874 (Mémoire de maîtrise d'histoire à Lyon III, 1988), Lyon, 1988
- Denis Morog, Le Beau béton, Paris, Éditions du "Moniteur", 1981, 215 p. (ISBN 2-86282-139-X)
- Léopold Niepce, Les bibliothèques anciennes et modernes de Lyon, Henri Georg, 1876, 633 p.
- Noë Richter, Introduction à l'histoire de la lecture publique & à la bibliothéconomie populaire, Bernay, À l'enseigne de la queue du chat, 1995, 252 p. (ISBN 2-9509727-0-5)
- Dominique Saint-Pierre, Dictionnaire historique des académiciens de Lyon, Lyon, Académie des sciences, belles lettres et arts de Lyon, 2017, 1369 p. (ISBN 978-2-9559433-0-4), p. 364-366
- Georges Vauzeilles, La Part-Dieu : l'art urbain de l'aménageur, Paris, L'Harmattan, 2016 (ISBN 978-2-343-08187-8).

### ouvrages spécialisés
- « Les bibliothèques municipales », L'Elu local, no 51,‎ avril 1973, p. 19
- Le fonds Michel Chomarat de la Bibliothèque municipale de Lyon, [Lyon], [Editions Michel Chomarat], 1999
- Jean-Philippe Accart, Les services de référence : du présentiel au virtuel, Paris, Ed. du Cercle de la Librairie, 2008, 283 p. (ISBN 978-2-7654-0969-4)
- Chantal-Marie Agnès, « Bibliothèque municipale de Lyon, Fonds chinois du Général Jacques Guillermaz : un que sais-je à explorer », Bulletin municipal officiel de la ville de Lyon, no 6148,‎ 22 février 2016, p. 1-2
- Chantal-Marie Agnès, « Le fonds chinois de l'Institut franco-chinois : un exemple de fortune littéraire », Bulletin municipal officiel de la ville de Lyon, no 5818,‎ 26 octobre 2009, p. 1-2
- « La bibliothèque municipale de Lyon, numéro consacré aux "Bibliothèques de France" », Alliance française, no 33,‎ juillet-août-septembre 1999, p. 7-9
- Bibliothèque municipale de Lyon, Tout ce vous avez toujours voulu savoir sur la Bibliothèque municipale de Lyon sans jamais oser le demander, Bibliothèque municipale de Lyon, 1997, 50 p.
- Nicolas Beaupré, Anne Charmasson-Creus, Thomas Breban et Fanny Giraudier, 14-18, Lyon sur tous les fronts ! : une ville dans la Grande Guerre, Milan (Italie), Silvanaeditoriale, 2014, 245 p. (ISBN 978-88-366-2939-8)
- Bibliothèque municipale de Lyon, Lyon, Bibliothèque municipale de Lyon, 1991, non paginé (ISBN 2-900297-04-4)
- Jean-Louis Rocher, La Bibliothèque municipale de Lyon : 10 ans à la Part-Dieu, Lyon, Bibliothèque municipale de Lyon, 1982, 12 p.
- Jean-Louis Rocher, Eléments pour une politique des bibliothèques de la Ville de Lyon, Lyon, Bibliothèque municipale de Lyon, 1978, 25 p.
- Bibliothèque municipale de Lyon, Automatisation de la bibliothèque municipale de Lyon : définition de la solution / Bibliothèque municipale de la Part-Dieu, ville de Lyon, Lyon, Icare, 1973, 82 p.
- Icare, La bibliothèque municipale de Lyon Part-Dieu : lecture et informatique / Ville de Lyon, Lyon, Icare, 1972, 16 p.
- Icare, Fonctionnement de la Bibliothèque municipale de la ville de Lyon : rapport n° 1 : analyse du fonctionnement actuel en vue de l'automatisation de la nouvelle bibliothèque municipale de la Part-Dieu, Lyon, Icare, 1972, 200 p.
- Bibliothèque municipale (Lyon), Catalogue du fonds de la guerre : contribution à une bibliographie de la guerre de 1914-[1918], Paris, coll. « Editions et librairie », 1917-1919 (lire en ligne)
- Gérard Corneloup, Collections : Bibliothèque de Lyon, Bibliothèque municipale de Lyon, novembre 2000, 28 p., extrait de Patrimoine des bibliothèques de France : Auvergne, Bourgogne, Rhône-Alpes, vol. 5, Paris, Payot, 1995, 255 p. (ISBN 2-228-88968-7), p. 132-149
- André Derville, Collection jésuite des Fontaines : inventaire des manuscrits, Paris, 1998, 162 p.
- François FIEGEL, Conservation et mise en valeur des phonogrammes dans le cadre d'une bibliothèque municipale. Propositions pour le fonds France 3 à la Bibliothèque Municipale de Lyon : émoire d'étude : Diplôme de conservateur de bibliothèques, ENSSIB, ENSSIB, 1993, 112 p. (lire en ligne).
- Benoît Galichet, « Les fonds sonores patrimoniaux », Gryphe, no 28,‎ décembre 2018, p. 41 (ISSN 1627-9875, lire en ligne, consulté le 18 novembre 2022)
- Gilbert Gardes, Aimé Vingtrinier et son temps : 1812-1903 : biomémoire, Lyon, Ed. Bellier, 2003, 179 p. (ISBN 2-84631-088-2)
- Gilbert Gardes, Centenaire de la mort d'Aimé Vingtrinier, écrivain, historien, 1812-1903 : identité & régionalité : compte-rendu, 2003, 16 p.
- Antoine Idier, Dans les marges. Trente ans du fonds Michel Chomarat à la Bibliothèque municipale de Lyon, Lyon, Mémoire active, 2022, 312 p.
- Yann Kergunteuil, « De Chantilly à la Part-Dieu, la collection Jésuite des Fontaines », Les amis des monastères. Bibliothèques et communautés religieuses, no 195,‎ juillet 2018, p. 22-31
- Henri-Jean Martin, « Les bibliothèques publiques de Lyon et le musée de l'imprimerie », Bulletin des bibliothèques de France, no 12,‎ décembre 1965 (ISSN 0006-2006)
- Cyrille Michaud, « Constituer et valoriser le patrimoine musical sonore : l’exemple du département musique de la bibliothèque municipale de Lyon », Bibliothèque(s), nos 102-103,‎ décembre 2020, p. 95-98 (ISSN 1632-9201, e-ISSN 2270-4620, lire en ligne, consulté le 18 novembre 2022)
- Claire Nguyen, Mettre en œuvre un service de questions-réponses en ligne, Villeurbanne (Rhône), Presses de l'ENSSIB, 2010, 210 p. (ISBN 978-2-910227-82-1)
- Éric Visier, Le Fonds Michel Chomarat de la Bibliothèque municipale de Lyon, Lyon, Editions Michel Chomarat : Mémoire active, 1995 (ISBN 2-908185-25-3)
- Ange Aniesa, Construction et aménagement de la bibliothèque municipale Lyon Part-Dieu : 1963-1978, Lyon, enssib, coll. « mémoire d'étude », janvier 2014 (lire en ligne)
- Richard Cantinelli, Les bibliothèques publiques de Lyon, Lyon, A. Rey, 1906, 11 p. (lire en ligne)
- Général A. Laurent, « La ville : L'occupation du quartier de la Part-Dieu 1860-1939 », Rive gauche, no 40,‎ mars 1972, p. 25-26 (lire en ligne, consulté le 21 novembre 2022)
- André Cholley et M. Kleinclausz, « Essai d'histoire topographique du quartier de la Guillotière : La ville », La revue du lyonnais, no 40,‎ 8 février 1923, p. 157-168 (lire en ligne, consulté le 21 novembre 2022)
- Benoît Galichet, « Les Fonds sonores patrimoniaux », Gryphe,‎ janvier 2019 (lire en ligne [PDF])